# Martellidendron gallinarum
Martellidendron gallinarum là một loài thực vật có hoa trong họ Dứa dại. Loài này được (Callm.) Callm. mô tả khoa học đầu tiên năm 2003.